# Wybory premiera w Izraelu w 2001 roku
Zgodnie z jednym z ówczesnych izraelskich Praw Fundamentalnych (O rządzie), w latach 1992–2001 szefa rządu Izraela wybierano w bezpośrednich wyborach, równolegle ze składem Knesetu (parlamentu). Jednakże w grudniu 2000 ówczesny premier Ehud Barak podał się do dymisji, nie dysponując odpowiednią większością parlamentarną do realizacji swoich założeń przeprowadzenia procesu pokojowego. W tej sytuacji 6 lutego 2001 odbyły się wybory tylko na premiera.
Upoważnionych do głosowania było 4 504 769 obywateli Izraela. Oddano 2 805 938 głosów, z czego 83 917 (3% wszystkich głosów) uznano za nieważne. Frekwencja wyniosła 62.3%. Zwycięstwo odniósł Ariel Szaron, a Ehud Barak wycofał się z polityki. System bezpośrednich wyborów na premiera nie sprawdził się, ponieważ pomimo wzmocnienia uprawnień szefa rządu, osłabiał dwie największe partie (Likud i Partię Pracy), uniemożliwiając skuteczne rządzenie. W 2001 przywrócono stare uregulowania.

## Wyniki wyborów
| Kandydat     | Partia                        | Liczba głosów | %    |
| ------------ | ----------------------------- | ------------- | ---- |
| Ariel Szaron | Likud (ליכוד)                 | 1,698,077     | 62.4 |
| Ehud Barak   | Partia Pracy (Avoda) (העבודה) | 1,023,944     | 37.6 |